# Спиридонов, Юрий Алексеевич
Ю́рий Алексе́евич Спиридо́нов (1 ноября 1938, с. Полтавка, Полтавский район, Омская область, РСФСР, СССР — 12 августа 2010, Сыктывкар, Республика Коми, Россия) — советский и российский государственный и политический деятель. Первый секретарь Коми областного комитета КПСС (1989—1990). Председатель Верховного совета Коми ССР и Республики Коми (1990—1994). Глава Республики Коми (1992—2002). Депутат Государственной думы Федерального собрания Российской Федерации IV созыва (2003—2007).

## Биография
Родился в селе Полтавка, Омской области, по национальности русский.

### Образование
В 1961 году окончил Свердловский горный институт по специальности «горный инженер», Ленинградскую ВПШ в 1982 году, кандидат технических наук.

### Трудовая деятельность
С 1961 года работал на прииске «Горный» в Магаданской области мастером, заместителем начальника участка, старшим горным мастером, избирался председателем профкома. С 1964 по 1975 год — мастер, начальник участка, главный инженер, начальник нефтешахты Ярегского нефтешахтного управления в Коми АССР.

### Политическая деятельность
Состоял в КПСС до августа 1991 года.
С 1975 года — заведующий промышленно-транспортным отделом Ухтинского городского комитета КПСС, с 1981 по 1984 год — первый секретарь Усинского районного комитета КПСС.
В январе 1985 года был избран вторым секретарём, в августе 1989 года — первым секретарём Коми областного комитета КПСС. Избирался также депутатом Верховного Совета РСФСР и Верховного Совета Коми АССР, народным депутатом СССР (1990—1991).
24 апреля 1990 года был избран председателем Верховного Совета Коми АССР.
В декабре 1993 года был избран депутатом Совета Федерации первого созыва (получил 45,14 % голосов), до апреля 1994 года являлся членом Комитета по бюджету, валютному, финансовому и кредитному регулированию, денежной эмиссии, налоговой политике и таможенному регулированию, в дальнейшем — член Комитета по делам Севера.
7 мая 1994 года победил на выборах Главы Республики Коми и по Конституции этой республики стал одновременно и главой правительства. 30 ноября 1997 года одержал победу на досрочных выборах Главы республики и вновь вступил в эту должность 30 декабря 1997 года.
С января 1996 года входил в Совет Федерации РФ по должности, являлся членом Комитета по делам Севера и малочисленных народов.
В 2001 году вновь баллотировался кандидатом на пост Главы Республики Коми, на выборах 16 декабря набрал 34,9 % голосов избирателей и уступил победу председателю Госсовета Республики Владимиру Торлопову (40 % голосов).
7 декабря 2003 года был избран депутатом Государственной думы РФ IV созыва по Сыктывкарскому одномандатному избирательному округу № 18 Республики Коми, был членом фракции «Единая Россия», членом Комитета по природным ресурсам и природопользованию. Находился на этой должности до 2007 года.
12 августа 2010 года скончался в Сыктывкаре. Похоронен на Краснозатонском кладбище.

## Семья и увлечения
Был женат, имел дочь. Увлекался охотой, интересовался минералогией, живописью, русской классической и современной литературой, музыкой.

## Награды и звания

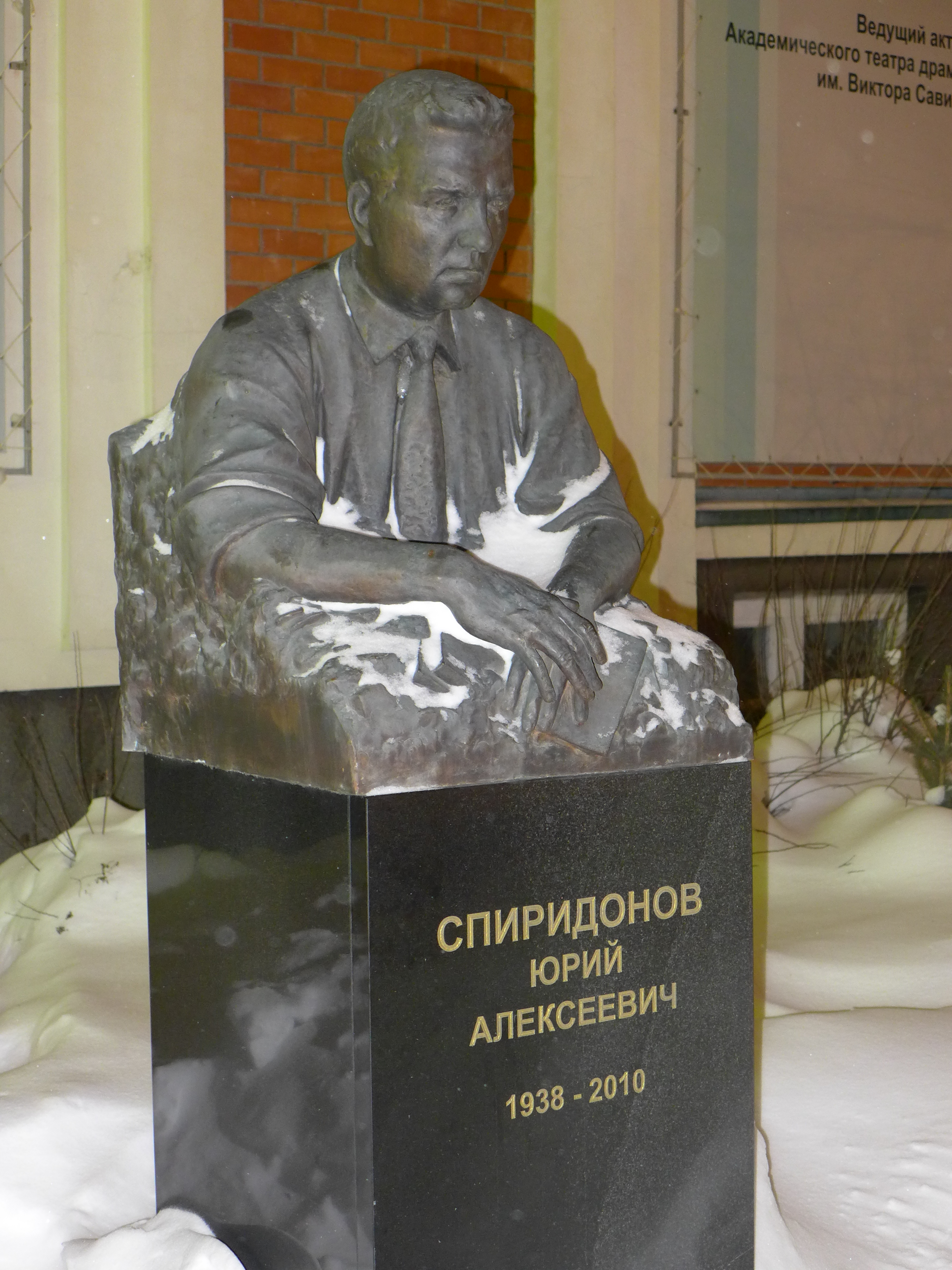
Памятник в Сыктывкаре

- Орден «За заслуги перед Отечеством» IV степени (13 ноября 1998 года) — за заслуги перед государством и большой вклад в социально-экономическое развитие республики[4]
- Орден Дружбы народов (11 ноября 1993 года) — за заслуги в проведении в жизнь демократических преобразований, экономических и политических реформ[5]
- Орден Трудового Красного Знамени
- Благодарность Президента Российской Федерации (12 августа 1996 года) — за активное участие в организации и проведении выборной кампании Президента Российской Федерации в 1996 году[6]
- Орден преподобного Сергия Радонежского (Русская православная церковь (РПЦ), 1996 год)
- Орден святого царевича Димитрия (РПЦ, 1997 год)
- Действительный член Российской академии естественных наук и Академии горных наук
- Национальная общественная премия имени Петра Великого (май 2001 года)
- Почётный гражданин города Усинска.